# Катала
«Катала» (рос. «Катала») — радянська кримінальна мелодрама режисерів Сергія Бодрова і Олександра Буравського, що вийшла на екрани e 1989 році.

## Сюжет
Колишній професійний картяр, етнічний грек Олексій на прізвисько Грек (Валерій Гаркалін) працює на катері, що належить картяру Шоті (Сергій Газаров). Грек відчуває почуття до цивільної дружини Шоти — Анни (Олена Сафонова). Шота їде в Москву на «велику гру», Грек тим часом катається на катері з Анною і її донькою.
Якось увечері по дорозі додому Грек в підворітті зустрічає Шоту, що чекає його, який програв в Москві велику суму грошей Директору (Нодар Мгалоблішвілі) — головному ділку картярського світу Москви. Шота передає Греку ключі від квартири в Москві і просить Грека допомогти Анні сховатися. Але в квартирі у Анни вже орудують люди менеджера — Фоми (Ігор Фокін) і його хлопці. По старій дружбі Фома відпускає Грека і Анну, не знайшовши в квартирі грошей Шоти. Незабаром Шоту знаходять мертвим. Катер Шоти, на якому працював Грек, згорає. Грек, розуміючи, що люди Директора не залишать Анну в спокої, вирішує повернутися в світ картярських ігор, щоб відігратися за Шоту.
Грек відправляється в Москву і, використовуючи старі налагоджені зв'язки, починає працювати на менеджера — шулерськи обіграваючи заїжджих та місцевих гравців в парі зі своїм старим приятелем — Карасьом (Віктор Павлов). На свою біду, Карась вистежує через Грека квартиру Анни, але Грек, перебуваючи в квартирі, зустрічає Карася. Карась ділиться з Греком своїми намірами «притиснути» Анну, тому що впевнений, що гроші Шоти у неї. Греку нічого не залишається, як вбити свого друга, будучи переконаним, що у Анни нічого немає.
Після цього Грек домовляється на гру з Директором. Для того, щоб забезпечити собі вирішальну перевагу, Грек купує особливі контактні лінзи, які дозволяють бачити «наскрізь» карти супротивника, але які не можна носити більше двох годин поспіль. За допомогою лінз Грек починає вигравати у Директора, але йому доводиться кожні 2 години бігати в туалет. Грек виграє останню гру і готовий їхати в аеропорт, але люди Директора, у яких виникли підозри, вимагають від Грека зіграти ще. Директор не дає Греку вийти і йому стає погано від лінз. Викривши Грека в шахрайстві, його вивозять і викидають з машини на повному ходу. Напівсліпим інвалідом Грек приїжджає до Анни, вона показує йому гроші Шоти, які весь цей час були у неї. Усвідомивши справжню сутність Анни, Грек відштовхує її і йде. Грек повертається в рідні краї і дає в міліції свідчення щодо вбивства Шоти, фактично здавши Директора. Грека знаходить Фома, охоронець засовує його головою в мангал, а потім, палаючого, скидає з пристані в море.

## У ролях
| Актор               | Роль                                           |
| ------------------- | ---------------------------------------------- |
| Валерій Гаркалін    | Олексій Греков — Грек (озвучує Олексій Жарков) |
| Нодар Мгалоблішвілі | Директор (озвучує Володимир Сошальський)       |
| Сергій Газаров      | Шота                                           |
| Олена Сафонова      | Анна                                           |
| Віктор Павлов       | Карась напарник Грека                          |
| Луїза Мосендз       | Лола                                           |
| Ігор Фокін          | Фома                                           |
| Ренат Давлетьяров   | охоронець Фоми                                 |
| Юрій Слободенюк     | охоронець Фоми                                 |
| Сергій Степанченко  | коханець Лоли                                  |
| Людмила Гаврилова   | співмешканка Карася                            |
| Христина Щербакова  | Ліза дочка Анни                                |
| Віталій Леонов      | батько Анни                                    |
| Шавкат Газієв       | Мурат                                          |
| Олександр Баринов   | картяр                                         |
| Алекс Папакрісту    | дядько Христос шашличник                       |
| Лариса Кузнєцова    | повія в порту                                  |
| Вадим Александров   | чоловік, що програвся                          |

## Знімальна група
- Режисери: Сергій Бодров, Олександр Буравський
- Сценаристи: Валерій Баракін, Сергій Бодров
- Оператор:  Сергій Тараскін
- Композитор: Володимир Дашкевич
- Художник: Валентина Полякова